# عجائبي

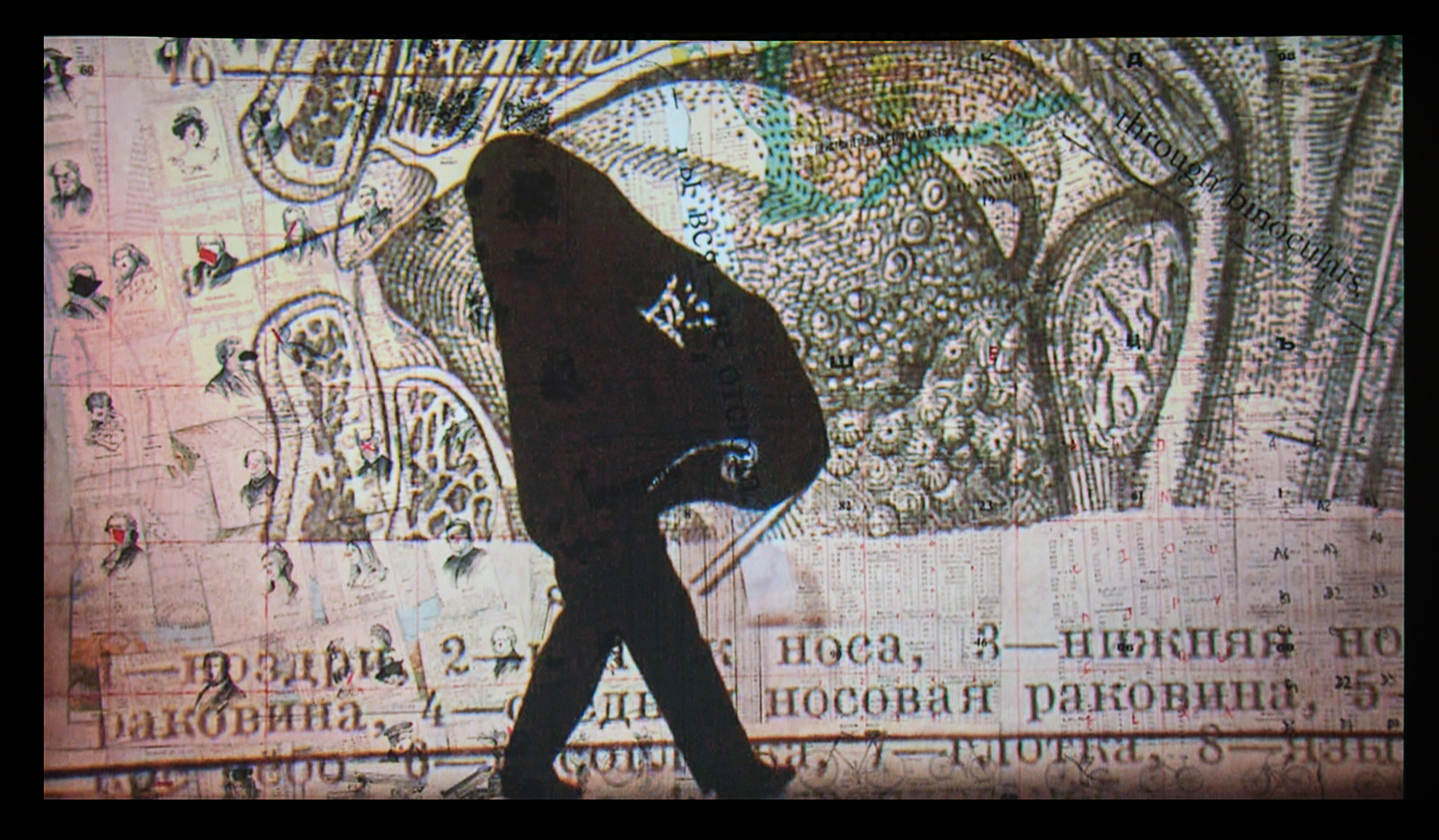

العجائبي (بالإنجليزية: Fantastic)‏ هو مفهوم نقدي من مفاهيم السرد الحكائي. أفرد له الناقد البلغاري (ترفيتان تودوروف) كتاباً خاصاً ظهر بالفرنسية عام 1970 بعنوان: Introduction á la Littérature Fantastique، وصدرت له عام 1973 ترجمة إنكليزية قام بها (ريتشارد هاورد) بعنوان: The Fantastic:A Structural Approach to a Literary Genre، فيما تأخرت الترجمة العربية الكاملة للكتاب حتى سنة 1994 وكانت تحمل عنوانا هو: «مدخل إلى الأدب العجائبي» للمترجم بوعلام.
لا توجد في المعاجم العربية ألفاظا تقابل مصطلح fantastique/fantastic المعروف في النقد الغربي، لذلك شاع استعمال مصطلح العجائبي لقربه منه نظرا لاشتراكهما في الدلالات كالعجب والاندهاش والخيال والخارق وغير الواقعي. والمصطلحان القريبان منه هما: حكاية الخوارق contes merveilleux والحكاية الغريبة conte étrange لما لهما من خصوصيات دلالية وبنيوية وتداولية. هذا، ويستند الأدب الفانطاستيكي/ العجائبي إلى تداخل الواقع والخيال، وتجاوز السببية وتوظيف الامتساخ والتحويل والتشويه ولعبة المرئي واللامرئي، دون أن ننسى حيرة القارئ بين عالمين متناقضين: عالم الحقيقة الحسية وعالم التصور والوهم والتخييل. فهذه الحيرة هي التي توقع المتقبل بين حالتي التوقع المنطقي والاستغراب غير الطبيعي أمام حادث خارق للعادة لايخضع لأعراف العقل والطبيعة وقوانينهما.

## أقسام الأدب العجائبي

### التعجيب
ويتم حينما نكون أمام حدث يترك أثرا إيجابيا على نفسية المتلقي؛ لأن المتعجب منه مستحسن يثير الاندهاش، والإعجاب لروعته وخروجه عن المألوف الذي لا يثير فضوله، كتحول البطل إلى سوبرمان لإنقاذ شاحنة تكاد تسقط في النهر.

### الغريب (حالة سلبية)
ويتم التغريب حينما نكون أمام حدث يترك أثرا سلبيا على نفسية المتلقي؛ لأن الحدث مستهجن إما لغرابته وإما لشذوذه وإما لما يبثه من هلع وخوف ورعب إلى درجة القلق مثل: تحول الشخصية العدائية إلى شيطان أمرد أو قرد ممسوخ. وبناء على ماسبق، فلقد فضلنا استخدام مصطلح العجائبي ترجمة لمفهوم (الفانطاستيك) الغربي، علما بقصور هذا المصطلح العربي بالمقارنة بنظيره الأجنبي. فالعجيب يختلف إلى حد ما عن الغريب. فالعجائبي هو( حالة التردد التي يشعر بها القارئ تجاه الأحداث والأفعال، فحالما يحسم أمره ويهتدي إلى الحل الذي يرى أن الأمر لايعدو أن يكون وهم الحواس ونتيجة الخيال وأن قوانين العالم لم تتغير، يدخل حينئذ مجال الغريب الذي يخضع دائما إلى تفسير عقلي ومنطقي).
أخذالعجائبي زخماً جديداً مع الأمريكي (إدغار ألان بو)، الذي ترجم له (شارل بودلير) قصص غير عادية، خلال عقد الخمسينيات من القرن التاسع عشر، وكانت هذه القصص ـ وهي تستلهم الرواية القوطية الإنكليزية ـ منغمسةً في مناخ داكن ومظلم ومتابعة لإدغار آلان بو تغذت قصص النصف الثاني من القرن التاسع عشر من التقدم الحاصل في الأمراض النفسية، ومن الأبحاث ماوراء النفسية والفراديس الاصطناعية.
وفي الحقيقة تجدد هذا الجنس، في سبعينيات القرن التاسع عشر، عن طريق ميادين جديدة للبحث العلمي مثل الأمراض النفسية، والاهتمام بالأمراض العقلية والتنويم والمغناطيسية، والاكتشافات المتعلقة بالكهرباء وانتشار الضوء، وكذلك الملاحظات بخصوص ملامح للحياة في الكواكب البعيدة. وبهذا الصدد فقد لعبت قصة (هورلا le Horla (1887) لغي دو موباسان Maupassant) دوراً كبيراً، وهي تضع في المشهد راوياً هو ضحية الجنون.

## أمثلة على هذا النوع الأدبي
- لا فينيس ديل (قصة قصيرة) (1837) للكاتب الفرنسي بروسبير ميريميه.